# Jean-Paul Coche
Jean-Paul Coche (Nizza, 25 luglio 1947) è un ex judoka francese.

## Palmarès
- Giochi olimpici

Monaco di Baviera 1972: bronzo nei pesi medi.
- Mondiali

Vienna 1975: bronzo negli 80 kg.